# Aellopos tantalus

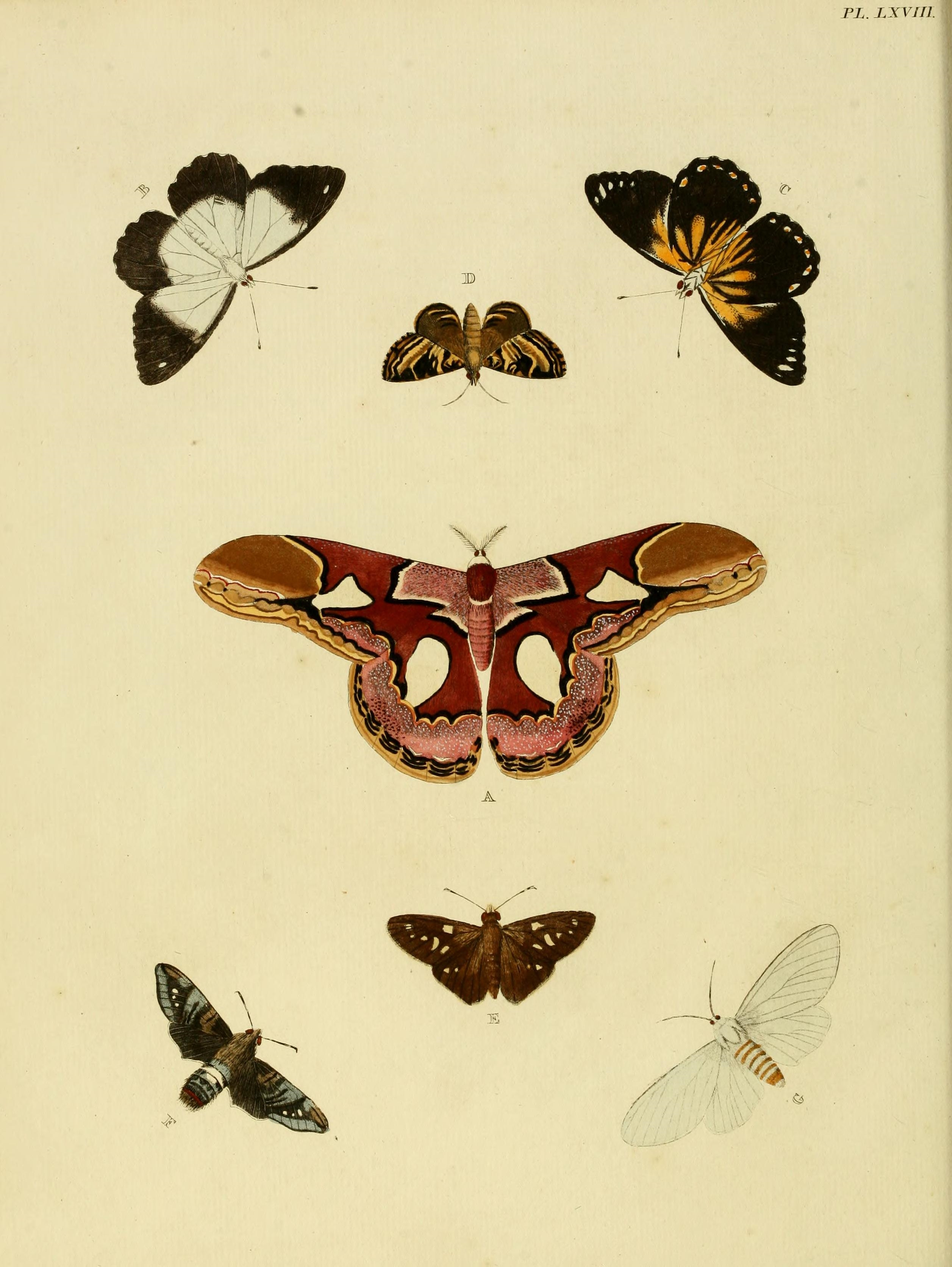
in "Uitlandsche kapellen"

Aellopos tantalus is een vlinder uit de familie van de pijlstaarten (Sphingidae). De wetenschappelijke naam van de soort werd in 1758 gepubliceerd door Carl Linnaeus in de tiende editie van Systema naturae.